# استان البیض
| استان البیض           | استان البیض         |
| --------------------- | ------------------- |
|                       |                     |
| Algeria-El Bayadh.png |                     |
| کشور                  | الجزایر             |
| مساحت                 | ۷۸,۸۷۰ کیلومتر مربع |
| جمعیت                 |                     |
| جمعیت                 | ۲۶۲,۱۸۷             |
| تراکم جمعیت           | ۳.۳/کیلومتر مربع    |
| شمارگان               |                     |
| شمارهٔ استان           | ٣۲                  |
| پیش‌شمارهٔ تلفنی        | ۰۴۹                 |
| تعداد فرمانداری‌ها     | ۸                   |
| تعداد شهرستان‌ها       | ۲۲                  |
| کد پستی               |                     |

البَیَض نام استان سی‌ودوم از استان‌های کشور الجزایر است.

## جغرافیا
این استان دارای ۹ شهرستان و ۲۲ دهستان است.
جمعیت این استان ۲۳۶٬۳۳۰ نفر و مرکز آن شهر البیض است.